# Hauptstraße 266 (Mönchengladbach)

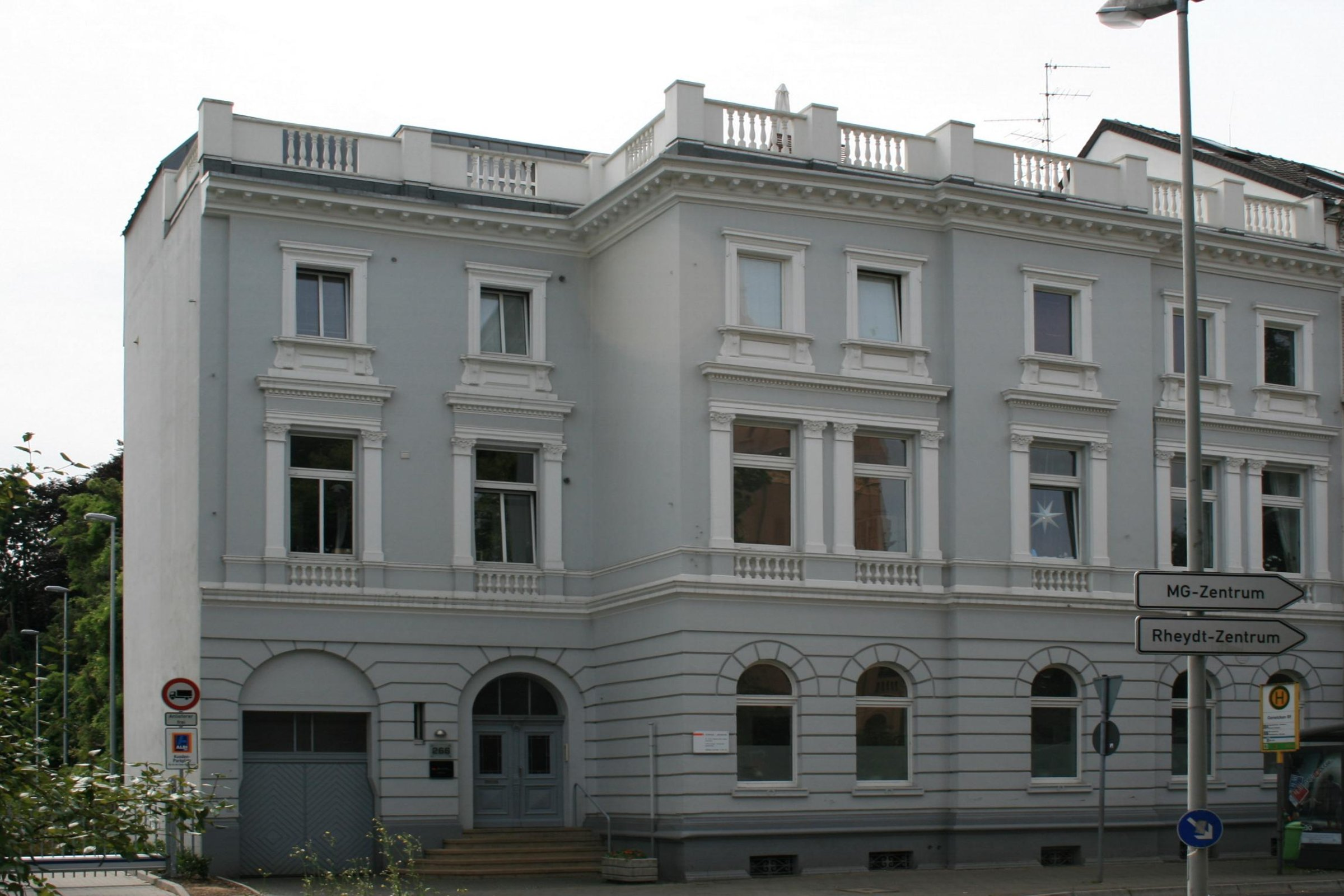
Wohnhaus (2010)

Das Wohnhaus Hauptstraße 266 steht im Stadtteil Rheydt in Mönchengladbach (Nordrhein-Westfalen).
Das Gebäude wurde vor der Jahrhundertwende erbaut. Es wurde unter Nr. H 053  am 12. Juni 1989 in die Denkmalliste der Stadt Mönchengladbach eingetragen.

## Architektur
Das Wohnhaus Nr. 266 wurde vor der Jahrhundertwende als fünfachsiger, dreigeschossiger Bau errichtet. 1934 wurde es um zwei Achsen (allerdings zurückversetzt) mit einem straßenseitigen Hauszugang und einer Toreinfahrt erweitert.
Das Objekt ist aufgrund der Formensprache des Historismus als unverzichtbarer Teil des Ensembles, seiner straßenbildprägenden Architektur und aus städtebaulichen Gründen erhaltenswert.